# IXe législature du royaume d'Italie

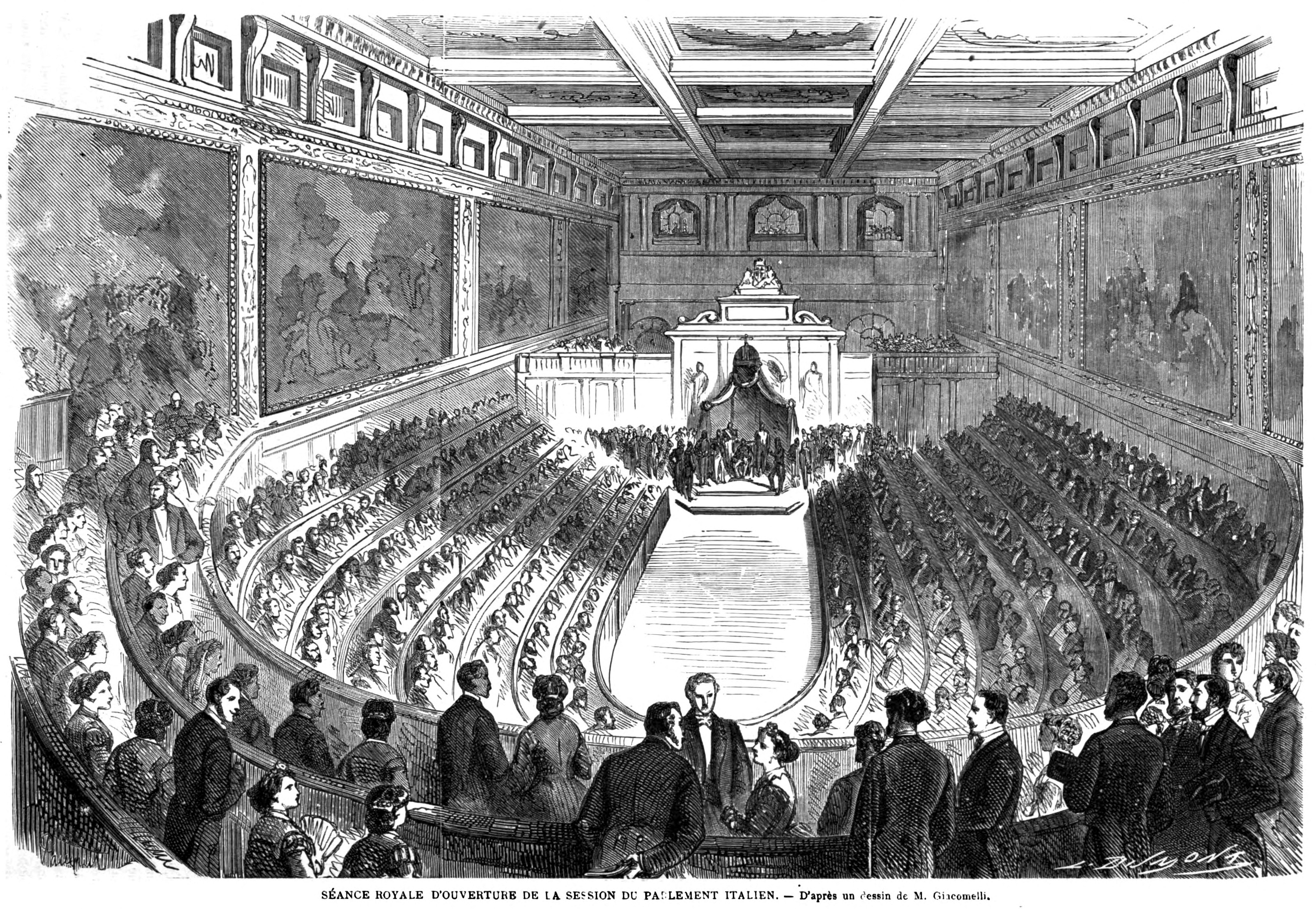
Inauguration de la IXe législature au Palazzo Vecchio à Florence.

La IXe législature du royaume d'Italie (en italien : La IX Legislatura del Regno d'Italia) est la législature du royaume d'Italie qui a été ouverte le 18 novembre 1865 (après les élections législatives italiennes de 1865) et qui s'est fermée le 13 février 1867. 

## Gouvernements
- Gouvernement La Marmora I
  - Du 28 septembre 1864 au 31 décembre 1865
  - Président du Conseil des ministres : Alfonso La Marmora (Droite historique)
- Gouvernement La Marmora II
  - Du 31 décembre 1865 au 20 juin 1866
  - Président du Conseil des ministres : Alfonso La Marmora (Droite historique)
- Gouvernement Ricasoli II
  - Du 20 juin 1866 au 10 avril 1867
  - Président du Conseil des ministres : Bettino Ricasoli (Droite historique)

## Président de la Chambre des députés
- Adriano Mari
  - Du 18 novembre 1865 au 13 février 1867

## Président du Sénat
- Gabrio Casati
  - Du 18 novembre 1865 au 10 avril 1867